# 窄小并额蟹
窄小并额蟹（学名：Tiarinia angusta）为蜘蛛蟹科并额蟹属的动物。分布于日本、菲律宾、马来亚半岛、澳大利亚东部及南部以及中国大陆的西沙群岛等地，生活环境为海水，一般生活于珊瑚礁浅水中。